# Euxoa costafusca
Euxoa costafusca là một loài bướm đêm trong họ Noctuidae.